# Sangre Azteca
Sangre Azteca (5 de noviembre de 1975) es un luchador profesional mexicano que nació en Pachuquilla, Hidalgo. Actualmente trabaja en el circuito independiente. Es muy conocido por la empresa mexicana Consejo Mundial de Lucha Libre (CMLL).
Fue Campeón Nacional de Tríos a lado de Dragon Rojo Jr. y Black Warrior.

## Carrera
Después de la formación en la Arena Naucalpan con Scorpio y Raúl Reyes, hizo su debut profesional el 5 de octubre de 1997, en dicha arena, con el trabajando en equipo con Shima Nobunaga para derrotar a Hipnosis y Averno de 2000 la segunda lucha de la noche.

## En lucha
- Movimientos finales
  - La Valaguesa (Muscle buster)
  - Azteca de Oro

- Movimientoss de firma
  - Las Patadas Máximas
  - Huracarrana, a veces a un oponente elevado
  - Dropkick

## Campeonatos y logros
- Comisión de Box y Lucha Libre del Distrito Federal
  - Distrito Federal Tag Team Championship (1 vez) - con Ramstein
  - Mexican National Trios Championship (2 veces) - con Dr. X & Nitro (1) y Dragon Rojo Jr. & Black Warrior (1 vez)[2]
  - Mexican National Welterweight Championship (1 vez)[3]
- Pro Wrestling Illustrated
  - Situado en el Nº237 en los PWI 500 del 2007[4]
  - Situado en el Nº133 en los PWI 500 del 2008[5]
  - Situado en Nº273 en los PWI 500 de 2009